# 郭山惲
郭山恽（?—?），唐朝蒲州河东县（今山西省永济市）人。
郭山恽年轻时通《三礼》，唐中宗景龙年间官至国子司业。中宗多次引近臣和修文学士宴会聚集，各令为表演才艺，作为笑乐。工部尚书张锡跳《谈容娘舞》，将作大匠宗晋卿跳《浑脱舞》，左卫将军张洽跳《黄獐舞》，左金吾卫将军杜元琰诵经《婆罗门咒》，给事中李行言唱《驾车西河》，中书舍人卢藏用效仿道士上章。至郭山恽，请诵古诗两篇，唐中宗同意了，郭山恽于是诵《鹿鸣》、《蟋蟀》之诗。中书令李峤词中有“好乐无荒”的句子，涉嫌讽刺，认为他是忤旨让他停止。次日，中宗嘉赏郭山惲之意，下诏褒奖，赐时服一副。景龙三年（709年），中宗将祀南郊，郭山恽与祝钦明合奏，说韦皇后应当助祭，被中宗同意。唐睿宗景云年间，贬为括州长史。唐玄宗开元初年，入为国子司业。在官任上去世。